# Nemesio Rivera Meza
Nemesio Rivera Meza (11 de agosto de 1918 – 9 de janeiro de 2007) foi um bispo católico peruano.
Rivera Meza nasceu no Peru e foi ordenado ao sacerdócio em 1946. Foi bispo de Huacho de 1958 a 1960 e bispo de Cajamarca de 1960 a 1961. Ele ocupou o título de bispo titular de Supeior de 1961 até à sua morte em 2007.